# Wald- und Moormuseum Berumerfehn
Das Wald- und Moormuseum Berumerfehn liegt in Berumerfehn in der ostfriesischen Gemeinde Großheide. Die Kommune betreut und betreibt das ehrenamtlich geführte Museum.

## Geschichte
Erste Ideen, ein Wald- und Moormuseum einzurichten, kamen in den 1960er Jahren in der Arbeitsgruppe „Wald und Schule“ auf. Martin Behnke gründete das Museum 1964 und leitete es bis zu seinem Tod 2010. Seither wird es ehrenamtlich geleitet.
Im Juli 2021 kündigte die zuständige Gemeinde an, dass das Museum umfassend modernisiert werden soll und daher für die Dauer der Arbeiten geschlossen bleibt. Die alte Ausstellung ist virtuell zu sehen. Für die Neugestaltung hat die Gemeinde Großheide eine Arbeitsgruppe gegründet. Im März 2024 konnten die Arbeiten abgeschlossen werden und das Wald- und Moormuseum wurde neu eröffnet.

## Ausstellung
Schwerpunkte der Sammlung sind die Pflanzen- und Tierwelt des Waldes und des Hochmoores. In Dioramen und Schaukästen sind Präparate heimischer Waldtiere und Vögel ausgestellt. In der heimatkundlichen Sammlung werden die Besiedlung des Berumerfehner Moores, der Naturraum Hochmoor mit seiner Tier- und Pflanzenwelt und der Lebensraum Wald dargestellt. Das Museum liegt am Rande jenes aufgeforsteten Areals, das nach der Trockenlegung des Moores angelegt wurde. Untergebracht ist es im früheren Schulgebäude der ehemaligen Dorfschule, am Rande des Hochmoores und direkt am Berumerfehner Wald.